# Кизилтан (Теренкольський район)
Кизилта́н (каз. Қызылтаң) — село у складі Теренкольського району Павлодарської області Казахстану. Входить до складу Байкониського сільського округу.
Населення — 369 осіб (2021; 252 у 2009, 574 у 1999, 696 у 1989).
Національний склад станом на 1989 рік:
- казахи — 100 %.

Станом на 1989 рік село називалось Кизил-Тан.